# 捷克利亞尼夫卡
50°34′19″N 29°1′56″E / 50.57194°N 29.03222°E
捷克利亞尼夫卡（烏克蘭語：Теклянівка）是烏克蘭北部的村莊，隸屬日托米爾州的日托米爾區。該村面積0.27平方公里，海拔高度190米，2001年人口66，人口密度每平方公里243.54人。